# Нами
На́ми (Борогон, рос. Намы) — село в Булунському улусі, Республіка Саха, Росія. Центр і єдине село Борогонського наслегу.
Село розташоване на лівому березі річки Омолой. Населення становить 627 осіб (2001; 0,6 тис. в 1989).
Засноване в 1925 році. В селі знаходяться центральна садиба сільськогосподарського підприємства «Приморський», господарський центр «Омолой» (оленярство, рибальство, звірівництво), Будинок культури, середня школа, дитячий садок, лікарня.
В околицях розташовані 6 господарських ділянок, у яких влітку мешкають люди для випасу оленів, сінокосу, полювання та збору трав — Дюсал, Олчонго, Мохсоголлох, Енг-Кюєль, Іре та Сайилик.